# Mezilesí (Kryštofovy Hamry)
Mezilesí (německy Orpus) je osada, část obce Kryštofovy Hamry v okrese Chomutov. Nachází se asi pět kilometrů jihozápadně Kryštofových Hamrů.

## Název
Původní německý název je pravděpodobně silně zkomolenou variantou výrazu Arpuse Wassermelone, a v tom případě by šlo o příjmení nějakého usedlíka. V historických pramenech se jméno vesnice vyskytuje ve tvarech: Orpes, Orpis, Orpus (1787) a Orpus (1846). Alternativním vysvětlením původu jména je jeho odvození z latinského slova urbis, tj. město. Novodobý název Mezilesí u Přísečnice byl zvolen podle odlehlé polohy místa v lesích a stanoven vyhláškou v roce 1949.

## Historie
Dějiny osady jsou těsně spjaty se zdejšími železnorudnými doly a hamry na zpracování rudy. Ty v přísečnickém okolí stávaly už v polovině čtrnáctého století a patřily pánům ze Šumburka. Nejstarší doly jsou však písemně doloženy až ze druhé poloviny šestnáctého století. Po roce 1660 zde také fungoval vápencový lom, ze kterého se vytěžená surovina dodávala do cihelny v Kryštofových Hamrech. O čtyři roky později v Mezilesí vznikla i vápenka. Přibližně ze stejné doby pochází také zmínky o těžbě stříbra.
Osada vznikla až v osmnáctém století a první písemná zmínka o ní pochází z roku 1712. Počet domů vzrostl ze šesti v roce 1787 na dvanáct v roce 1846, kdy zde žilo 87 obyvatel. Osada byla malá, ale vzhledem k její odlehlosti si její obyvatelé na počátku dvacátého století založili sbor dobrovolných hasičů a zřídili jednotřídní školu, která byla pobočkou školy v Dolině. Docházka dětí do Doliny totiž bývala v zimě často zcela nemožná.
Ačkoliv se okolí osady nehodilo k zemědělství, lidé se mu přesto věnovali. Vypěstované plodiny byly důležité zejména v obdobích nedostatku, ke kterým patřila velká hospodářská krize ve třicátých letech dvacátého století. Ve vsi byl pouze jeden obchod a dva hostince, které bývaly od jara do podzimu vyhledávaným turistickým cílem.
Po druhé světové válce klesl počet obyvatel Mezilesí přibližně na šestinu předválečného počtu a dále klesal. Na počátku šedesátých let byla vesnice téměř bez obyvatel a změnila se v malou rekreační osadu.

### Hornictví
Doly v Mezilesí dobývaly ložiska magnetitu uložená na skarnové čočce. Prvním písemně doloženým dolem je Dorota (1577, 1644) a roku 1688 jsou zmiňovány další doly: Gabriela, Slečna, Sedm bratří a Marie pomocná. V letech 1789–1791 byl uveden do provozu důl Pomoc boží. V polovině osmnáctého století mezileské doly produkovaly okolo 1500 tun rudy ročně (téměř polovinu produkce všech dolů na Chomutovsku). Většina získané rudy se zpracovávala v železárnách v Perštejně, Kovářské, Gabrielině Huti a Kalku. Menší část se odvážela do Saska. Po zániku okolních železáren, které nebyly schopné konkurovat větším podnikům v Kladně a Ostravě, zdejší těžba postupně zeslábla, a nakonec zcela ustala.
Doly byly odvodňovány přísečnickou dědičnou štolou Dům rakouský, ze které k Mezilesí vedla odbočka zvaná Lederburská čelba. Po skončení sedmileté války potřebovala habsburská monarchie posílit hospodářskou základnu země, a proto byla štola udržována na náklady státu.
Největším z uvedených dolů byla Dorota, která v období 1794–1846 produkovala přes tisíc tun magnetitu ročně. Ostatní doly fungovaly s různě dlouhými přestávkami, a přestože dosahovaly větších hloubek, byla jejich produktivita výrazně nižší. Posledním podnikem severně od Mezilesí býval důl Fischer s několika šachtami, kterými se z hloubek až 55 metrů dobýval magnetit. Během devatenáctého století poskytoval 200–1100 tun rudy ročně. Po roce 1880 byl jen udržován a znovuotevření se dočkal na počátku dvacátého století. Tehdy v něm pracovalo několik desítek horníků. Definitivně uzavřen byl v roce 1913. Ve druhé polovině dvacátého století se v měděneckém dole pokusně těžilo blízké ložisko Václav a z odvalu dolu Fischer bylo získáno 15 000 tun železné rudy. Kromě železné rudy se u Mezilesí dobývaly také vzácné kovy (bismut).

## Přírodní poměry
Mezilesí stojí v katastrálním území Dolina s rozlohou 5,21 km². Nachází se v Krušných horách, konkrétně v jejich okrsku Přísečnická hornatina, tvořeném starohorními a prvohorními svory, pararulami a ortorulami krušnohorského krystalinika. Nadmořská výška se pohybuje okolo 780 metrů. Z půdních typů se v okolí osady vyskytuje pouze podzol kambický, který se vyvinul na svahovinách rul.
V rámci Quittovy klasifikace podnebí leží osada i okolní krajina v chladné oblasti CH6, pro kterou jsou typické průměrné teploty −4 až −5 °C v lednu a 14–15 °C v červenci. Roční úhrn srážek dosahuje 1000–1200 milimetrů, sníh zde leží 120–140 dní v roce. Mrazových dnů bývá 140–160, zatímco letních dnů jen 10–30. Území odvodňuje potok Přísečnice a jeho drobné přítoky.

## Obyvatelstvo
Při sčítání lidu v roce 1921 zde žilo 83 obyvatel (z toho 35 mužů), z nichž byl jeden Čechoslovák, 78 Němců a čtyři cizinci. Všichni byli římskými katolíky. Podle sčítání lidu z roku 1930 měla vesnice 96 obyvatel: 94 Němců a dva cizince, kteří se hlásili k římskokatolické církvi.
|           | 1869 | 1880 | 1890 | 1900 | 1910 | 1921 | 1930 | 1950 | 1961 | 1970 | 1980 | 1991 | 2001 | 2011 | 2021 |
| --------- | ---- | ---- | ---- | ---- | ---- | ---- | ---- | ---- | ---- | ---- | ---- | ---- | ---- | ---- | ---- |
| Obyvatelé | 81   | 77   | 91   | 94   | 98   | 83   | 96   | 15   | 11   | 1    | —    | —    | 1    | 2    | 2    |
| Domy      | 13   | 14   | 14   | 17   | 18   | 16   | 16   | 19   | —    | 1    | —    | 3    | 1    | 3    | 3    |

## Obecní správa
Mezilesí nikdy nebylo samostatnou obcí. Po zrušení patrimoniální správy bývalo osadou Doliny, spolu s níž patřilo do okresu Kadaň. V období od 1. října 1906 do 31. prosince 1942 však existoval okres Přísečnice, jehož součástí bývala i Dolina s Mezilesím. Od roku 1960 bylo Mezilesí částí obce Přísečnice a po jejím zrušení 30. června 1974 bylo připojeno jako část obce ke Kryštofovým Hamrům.

## Doprava
Do Mezilesí vedou pouze místní komunikace z Kovářské, které odbočují ze silnic III/21911 a III/2239. Nejbližší železniční zastávky jsou Měděnec zastávka a Kovářská městys na trati Chomutov–Vejprty, na které jezdí pouze víkendové vlaky od jara do podzimu. Západní okraj osady míjí žlutě značená turistická trasa z Vejprt k bývalému Dolu Měděnec (rozcestí U Šachty), kde se napojuje na modře značenou trasu z Kovářské do Měděnce.

## Osobnosti
V Mezilesí se narodil právník a spisovatel Ferdinand Stamm (1813–1880). V letech 1848–1849 zastával funkci poslance Říšského sněmu za Chomutov.